# 李劲松 (细胞生物学家)
李劲松（1971年10月14日—），男，江西南昌人，中国干细胞与胚胎发育学家，中国科学院分子细胞科学卓越创新中心研究员、博士生导师，中国科学院院士。
1989年9月至1993年6月，李劲松就读于江西农业大学畜牧兽医系，获农学学士学位。1993年9月至1996年6月，就读扬州大学并获硕士学位。1996年7月至1999年8月，在扬州大学工作，任助教、讲师。1997年4月至1999年8月，在中国科学院动物所客座研究。1999年9月至2002年6月，就读中科院动物所，获博士学位。2002年8月至2007年7月，洛克菲勒大学进行博士后研究。2007起，在中国科学院上海生命科学研究院生物化学与细胞生物学研究所任研究员。
2012年，获得国家杰出青年科学基金支持。2014年获得何梁何利基金科学与技术创新奖。2015年入选国家百千万人才工程。2021年，当选世界科學院院士。